# Molly Bruggeman
Molly Bruggeman (19 de junio de 1992) es una deportista estadounidense que compitió en remo. Ganó dos medallas en el Campeonato Mundial de Remo, en los años 2016 y 2018.

## Palmarés internacional
| Campeonato Mundial | Campeonato Mundial      | Campeonato Mundial | Campeonato Mundial |
| Año                | Lugar                   | Medalla            | Prueba             |
| ------------------ | ----------------------- | ------------------ | ------------------ |
| 2016               | Róterdam (Países Bajos) | Medalla de plata   | Cuatro sin timonel |
| 2018               | Plovdiv (Bulgaria)      | Medalla de oro     | Cuatro sin timonel |